# Akrefnio (Gemeindebezirk)
Akrefnio (griechisch Ακραίφνιο (n. sg.)) ist seit 2011 ein Gemeindebezirk der Gemeinde Orchomenos in der Region Mittelgriechenland. Namensgebend ist die antike Stadt Akraiphia im Westen des Ptoo-Gebirgszugs.

## Lage
Der Gemeindebezirk Akrefnio liegt im Osten der Region Mittelgriechenland und reicht vom Golf von Euböa bis zu mehr als 20 km ins Hinterland. Im Süden grenzen die Gemeinden Chalkida, Thiva und Aliartos-Thespies an. Orchomenos liegt im Westen und Lokri im Norden.

## Gliederung
Durch die Fusion von drei seit 1912 bestehenden Landgemeinden wurde im Rahmen der Gebietsreform 1997 die damalige Gemeinde Akrefnio gebildet. Diese wurde mit Orchomenos nach der Verwaltungsreform 2010 zusammengelegt und bildet dort seither einen Gemeindebezirk. Dieser ist in drei Ortsgemeinschaften untergliedert, die den ehemaligen drei Landgemeinden Akrefnio, Kastro und Kokkino entsprechen.
| Ortsgemeinschaft | griechischer Name           | Code     | Fläche (km²) | Einwohner 2001 | Einwohner 2011 | Dörfer und Siedlungen                              |
| ---------------- | --------------------------- | -------- | ------------ | -------------- | -------------- | -------------------------------------------------- |
| Akrefnio         | Τοπική Κοινότητα Ακραιφνίου | 28050201 | 63,717       | 1256           | 1058           | Akrefnio                                           |
| Kastro           | Τοπική Κοινότητα Κάστρου    | 28050202 | 63,731       | 0932           | 0882           | Kastro, Stroviki                                   |
| Kokkino          | Τοπική Κοινότητα Κοκκίνου   | 28050203 | 60,179       | 1042           | 0812           | Kokkino, Moni Pelagias, Agios Ioannis, Skroponeria |
| Gesamt           | Gesamt                      | 280502   | 187,627      | 3230           | 2752           |                                                    |